# Robin Bruyère
Robin Bruyère, né le 4 décembre 1992 à Liège, est un homme politique belge, membre du Parti du travail de Belgique (PTB).

## Biographie
Robin Bruyère nait le 4 décembre 1992 à Liège.
Il est issu d'une famille de syndicalistes et a été actif au sein du mouvement de jeunes du PTB. 
Il fait des études en histoire économique et sociale puis devient cheminot en tant que guichetier aux gares de Namur et Andenne.
Il est délégué syndical à la Centrale générale des services publics (CGSP).
Le 7 septembre 2021, il devient conseiller communal à Namur en remplaçant Ode Baivier à la suite de sa démission.
Le 31 août 2023, il devient député fédéral à la Chambre des représentants en remplaçant Thierry Warmoes qui quitte son mandat pour raisons professionnelles.

## Vie privée
Il est en couple avec Anouk Vandevoorde et est père de deux garçons.